# Choi Woo-shik
Choi Woo-shik (en hangul, 최우식; Seúl, 26 de marzo de 1990) es un actor surcoreano, conocido por sus papeles en series de televisión como Our Beloved Summer, Rooftop Prince y Hogu's Love. Posteriormente, ha coprotagonizado películas como Train to Busan (2016) y Parásitos (2019) con las que ha tenido gran éxito y ha recibido la aclamación de la crítica internacional.

## Primeros años
Choi nació el 26 de marzo de 1990 en la ciudad de Seúl, Corea del Sur. Su familia emigró a Canadá cuando era estudiante de quinto año de primaria. Choi vivió en Canadá los siguientes diez años. En 2011, cuando cursaba su penúltimo año en la Universidad Simon Fraser, regresó a Corea del Sur para asistir a audiciones.

## Carrera
Hizo su debut actuando en el drama histórico The Duo (2011). Continuó con su carrera como actor a tiempo completo y además continúo realizando varios roles secundarios en diferentes series de televisión surcoreanas, como Rooftop Prince (2012) y Special Affairs Team TEN (2011-2013).
En 2014, Choi obtuvo su primer rol principal en la película indie de género coming Set Me Free, con la cual fue el ganador en el Festival internacional de cine de Busan, en la categoría de actor del año . Luego participó en la comedia romántica Hogu's Love (2015), en la cual obtuvo el rol principal.
El 31 de julio de 2019 realizará una aparición especial en la película The Divine Fury (previamente conocida como "Lion"), donde daba vida al padre Choi, un joven sacerdote que ayuda al padre Ahn (Ahn Sung-ki) durante sus exorcismos.
En junio del mismo año se anunció que se había unido al elenco de la película Puppy. Las filmaciones comenzarán durante la segunda mitad del año.
El 23 de abril de 2020, apareció como uno de los personajes principales de la película Time to Hunt, donde dio vida a Ki Hoon, un hombre que se siente incómodo con el peligroso plan de Joon-seok (Lee Je-hoon), pero que decide seguirlo y ayudar activamente a sus amigos de todos modos.
El 6 de diciembre de 2021 se unió a elenco principal de la serie Our Beloved Summer, donde interpretó a Choi Ung.

## Filmografía

### Películas
| Año  | Título                            | Rol                       | Notas          |
| ---- | --------------------------------- | ------------------------- | -------------- |
| 2011 | Etude, Solo                       |                           | Película corta |
| 2012 | Circle of Crime - Director's Cut  |                           |                |
| 2013 | Secretly, Greatly                 | Yoon Yoo Joon             |                |
| 2014 | Set Me Free                       | Yeong Jae                 |                |
| 2014 | Big Match                         | Guru                      |                |
| 2015 | In the Room (Hotel Singapura)     |                           |                |
| 2016 | Train to Busan                    | Min Young Guk             |                |
| 2017 | Marital Harmony                   |                           |                |
| 2017 | Okja                              | Kim                       |                |
| 2018 | Hunting Time                      | Ki-hoon                   |                |
| 2018 | The Witch: Part 1. The Subversion | Noble                     |                |
| 2018 | Monstrum                          | Hur                       |                |
| 2019 | The Divine Fury                   | Padre Choi                |                |
| 2019 | Parasite                          | Ki-woo                    |                |
| 2020 | Time to Hunt                      | Ki-hoon                   | [ 20 ]         |
| 2020 | Puppy                             | -                         |                |
| 2022 | The Policeman’s Lineage           | Choi Min-jae              | [ 21 ] [ 22 ]  |
| 2022 | Wonderland                        | Coordinador de Wonderland | [ 23 ]         |

### Series de televisión
| Año     | Título                                      | Rol                               | Canal    | Notas               | Ref.          |
| ------- | ------------------------------------------- | --------------------------------- | -------- | ------------------- | ------------- |
| 2011    | The Duo                                     | Gwi Dong (de joven)               | MBC      |                     |               |
| 2011    | Living in Style                             | Na Joo Ra                         | SBS      |                     |               |
| 2011    | Deep Rooted Tree                            | Jeong Gi Joon (de joven)/Ga Ri On | SBS      |                     |               |
| 2011    | Special Affairs Team TEN                    | Park Min Ho                       | OCN      |                     |               |
| 2012    | Rooftop Prince                              | Do Chi San                        | SBS      |                     |               |
| 2012    | Shut Up Family                              | Yeol Woo Bong                     | KBS2     |                     |               |
| 2012    | Culprit Among Friends                       | Do Hyun (de joven)                | KBS2     | Drama especial      |               |
| 2013    | Special Affairs Team TEN Temporada 2        | Park Min Ho                       | OCN      |                     |               |
| 2013    | Who Are You?                                | Hee Koo                           | tvN      | Episodios 10 y 12   |               |
| 2013    | Principal Investigator - Save Wang Jo Hyun! | Boo Joong Shik                    | MBC      | Drama Festival      |               |
| 2014    | You're All Surrounded                       | Choi Woo Shik                     | SBS      | Episodio 4          |               |
| 2014    | Fated to Love You                           | Lee Yong                          | MBC      |                     |               |
| 2014    | Pride and Prejudice                         | Lee Jang Won                      | MBC      |                     |               |
| 2015    | Hogu's Love                                 | Kang Ho Gu                        | tvN      |                     |               |
| 2017    | The Package                                 | Kim Gyung-jae                     | JTBC     |                     |               |
| 2017    | The Boy Next Door                           | Park Gyu Tae                      | Naver TV |                     |               |
| 2021-22 | Our Beloved Summer                          | Choi Woong                        | SBS      |                     |               |
| 2024    | La paradoja del asesino                     | Lee Tang                          | Netflix  | Serie web en 8 ep.  | [ 24 ] [ 25 ] |
| 2025    | Luces, cámara, ¡amor!                       | Ko Gyum                           | Netflix  | Serie web en 10 ep. | [ 26 ] [ 27 ] |

### Programas de variedades
| Año       | Título                                      | Canal | Notas                   |
| --------- | ------------------------------------------- | ----- | ----------------------- |
| 2012      | Real Mate in Australia, Rooftop Prince Trio | QTV   |                         |
| 2013-2014 | Beating Hearts                              | SBS   | Miembro del reparto     |
| 2015      | Law of the Jungle in Nicaragua              | SBS   | Miembro - ep. 178 – 185 |
| 2022      | DoReMi Market (Amazing Saturday)            | tvN   | Invitado - (ep. #193)   |
| 2023      | Jinny's Kitchen                             |       | Miembro del reparto     |

### Presentador
| Año  | Programa                | Notas                    |
| ---- | ----------------------- | ------------------------ |
| 2019 | Melon Music Awards 2019 | presentador de categoría |

### Aparición en videos musicales
| Año  | Canción                     | Artista | Notas                                                             |
| ---- | --------------------------- | ------- | ----------------------------------------------------------------- |
| 2021 | «Overseas Korean Hairstyle» | Peakboy | aparición junto a Park Seo-joon, Park Hyung-sik, V y Han Hyun-min |
| 2017 | "You Were Beautiful"        | Day6    |                                                                   |
| 2015 | "Congratulations"           | Day6    |                                                                   |
| 2014 | "My Old Story"              | IU      |                                                                   |

### Revistas / sesiones fotográficas
| Año  | Título          | Notas                                                           |
| ---- | --------------- | --------------------------------------------------------------- |
| 2020 | Grazia Magazine | junto a Lee Je-hoon, Ahn Jae-hong, Park Jung-min y Park Hae-soo |

## Reunión con fans
| Año  | Título                                           | Notas  |
| ---- | ------------------------------------------------ | ------ |
| 2021 | Online Fan Meeting - "A Midsummer Night’s Dream" | [ 32 ] |

## Premios y nominaciones
| Año  | Premiación                                     | Categoría                                                        | Trabajo nominado   | Resultado |
| ---- | ---------------------------------------------- | ---------------------------------------------------------------- | ------------------ | --------- |
| 2014 | 19th Busan International Film Festival         | Actor del año                                                    | Set Me Free        | Ganador   |
| 2015 | 10th Max Movie Awards                          | Mejor nuevo actor                                                | Set Me Free        | Nominado  |
| 2015 | 2nd Wildflower Film Awards                     | Mejor nuevo actor                                                | Set Me Free        | Ganador   |
| 2015 | 24th Buil Film Awards                          | Mejor nuevo actor                                                | Set Me Free        | Nominado  |
| 2015 | 35th Korean Association of Film Critics Awards | Mejor nuevo actor                                                | Set Me Free        | Ganador   |
| 2015 | 36th Blue Dragon Film Awards                   | Mejor nuevo actor                                                | Set Me Free        | Ganador   |
| 2015 | The Korea Film Actors Association Awards       | Actor popular                                                    | Set Me Free        | Ganador   |
| 2019 | 2020 Korea First Brand Awards                  | Best Film Actor                                                  | N/A                | Ganador   |
| 2020 | 14th Asian Film Awards                         | Best Supporting Actor                                            | Parasite           | Nominado  |
| 2021 | 2021 SBS Drama Award                           | Director's Award                                                 | Our Beloved Summer | Ganador   |
| 2021 | 2021 SBS Drama Award                           | Top Excellence Award, Actor in a Miniseries Romance/Comedy Drama | Our Beloved Summer | Nominado  |
| 2021 | 2021 SBS Drama Award                           | Best Couple Award (junto a Kim Da-mi)                            | Our Beloved Summer | Nominados |